# Хемлебен
Хемлебен (њем. Hemleben) општина је у њемачкој савезној држави Тирингија. Једно је од 50 општинских средишта округа Кифхојзер. Према процјени из 2010. у општини је живјело 267 становника. Посједује регионалну шифру (AGS) 16065034.

## Географски и демографски подаци
Хемлебен се налази у савезној држави Тирингија у округу Кифхојзер. Општина се налази на надморској висини од 165 метара. Површина општине износи 7,3 km². У самом мјесту је, према процјени из 2010. године, живјело 267 становника. Просјечна густина становништва износи 36 становника/km².